# Walker Edmiston
Walker Edmiston (Saint Louis, 6 febbraio 1926 – Woodland Hills, 15 febbraio 2007) è stato un attore e doppiatore statunitense.

## Biografia
Iniziò a lavorare come attore e doppiatore verso la fine degli anni quaranta. Dotato di una voce forte e versatile, lavorò in televisione e in radio. Tra i suoi doppiaggi: Basil l'investigatopo, nel duplice ruolo del cittadino e della guardia Thug 2.
Morì di cancro il 15 febbraio 2007, 9 giorni dopo il suo ottantunesimo compleanno.

## Vita privata
Nel 1950 ha sposato la moglie Evelyn, deceduta nel 1998.

## Filmografia parziale
- Maverick – serie TV, episodio 2x16 (1959)
- Avventure in paradiso (Adventures in Paradise) – serie TV, episodio 1x13 (1960)
- Have Gun - Will Travel – serie TV, episodio 4x38 (1961)
- Thriller – serie TV, episodio 2x24 (1962)
- Gli uomini della prateria (Rawhide) – serie TV, episodio 7x14 (1965)
- Il virginiano (The Virginian) – serie TV, episodio 3x24 (1965)
- La grande vallata (The Big Valley) – serie TV, 7 episodi (1965-1969)
- Selvaggio west (The Wild Wild West) – serie TV, 4 episodi (1965-1968)
- La casa nella prateria (Little House on the Prairie) – serie TV, episodi 3x12-5x04-7x16-9x10 (1977-1982)
- Basil l'investigatopo (1986) – voce